# Festival international de programmes audiovisuels documentaires de Biarritz
Het Festival International de Programmes Audiovisuels documentaires de Biarritz (FIPA, later FIPADOC) is een internationaal documentairefestival dat sinds 1996 elk jaar plaatsvindt in Biarritz in Frankrijk. Een week lang staat het festival in het teken van documentaire creaties in al zijn vormen en formaten. Het brengt regisseurs, professionals, publiek en studenten samen in bijeenkomsten, conferenties, filmvertoningen en debatten. 

## Geschiedenis
In 1987 richtte Michel Mitrani het Festival International de Programmes Audiovisuels genaamd FIPA op. Het festival begon in Cannes. In 1995 verhuisde het naar Nice, en in 1996 vestigde het zich in Biarritz. Het FIPA toonde verschillende soorten audiovisuele programma's: fictie, tv-series, documentaire, reportages, muziekregistraties, shows en crossmediale programma's. FIPA is dus een festival dat zich al 30 jaar aan televisieprogramma's wijdt. 
In 2019 werd FIPA herdoopt in FIPADOC en richtte het zich exclusief op het tonen van documentaires. Onder voorzitterschap van Anne Georget en geregisseerd door Christine Camdessus maakt sinds juni 2018, FIPADOC deel uit van het circuit van grote Europese documentairefestivals, zoals het Nederlandse IDFA, opgericht in 1988. De eerste edities van FIPADOC zag een aanzienlijke toename van het aantal ingezonden documentaires (FIPADOC 2018: 350 films; FIPADOC 2019: 1200 films). Elk jaar worden ongeveer honderd documentairefilms geselecteerd en vertoond.  

### Organisatie van het festival
FIPADOC is een festival dat zeven dagen lang plaatsvindt op verschillende plaatsen in de stad Biarritz: Le Bellevue, bioscoop Le Royal, het casino, het Gare du Midi en de mediatheek.  FIPADOC organiseert bijeenkomsten waardoor er contact is tussen makers en toeschouwers. De geselecteerde programma's worden in HD op een groot scherm, in het Frans en in het Engels, geprojecteerd. Aan de beste documentaires wordt de FIPA d'Or uitgereikt.

### Nederlandse en Vlaamse inzendingen, makers en prijzen
- Pieter Verhoeff ontving een FIPA d'Or voor zijn tv-serie/film De Vuurtoren (1995).
- Theo Uittenbogaard kreeg een 'Mention Speciale' voor zijn documentaire GOUD - vergeten in Siberië (1995).
- Dagen, maanden, jaren (1996), Lolamoviola-televisiefilm voor de VPRO van regisseur Bie Boeykens kreeg de 'Silver FIPA-award': Best Fiction (1997).
- Jack Wouterse won een Gouden Kalf en een FIPA d'Or voor zijn rol in Suzy Q van regisseur Martin Koolhoven (1999).
- Stef Aerts won samen met Bart Hollanders, Matteo Simoni en Rik Verheye de FIPA d'Or (2007) als Beste Acteurs in een televisieserie voor hun rol in Callboys.
- Voor hun documentaire over Sam Dillemans, De waanzin van het detail ontvingen Sam De Graeve en Luc Lemaître, in 2008 een FIPA D'Or.
- De Smaak van De Keyser, deze Belgische tv-serie ontving de FIPA d'Or in 2009 en Marieke Dilles ontving de FIPA d'Or als Beste Actrice in deze tv-serie.
- Martijn Maria Smits ontving een FIPA d'Or en Het Gouden  Kalf voor het tv-drama Anvers (2010).
- Marsman (televisieserie). Regisseur Mathias Sercu kreeg in 2015 de 'Prix Michel Mitrani', die door de jury uitgereikt wordt aan een uitzonderlijke programmamaker. Hoofdrolspeler Jurgen Delnaet kreeg de FIPA d'Or voor Beste Acteur.